# Sanikiluaq
Sanikiluaq es una aldea canadiense situada en el territorio de Nunavut.

## Superficie
Sanikiluaq tiene una superficie de 109,68 km².

## Demografía
En 2021, tenía 1010 habitantes, una densidad poblacional de 9,2 hab./km², y 252 viviendas.